# アロンソマニア

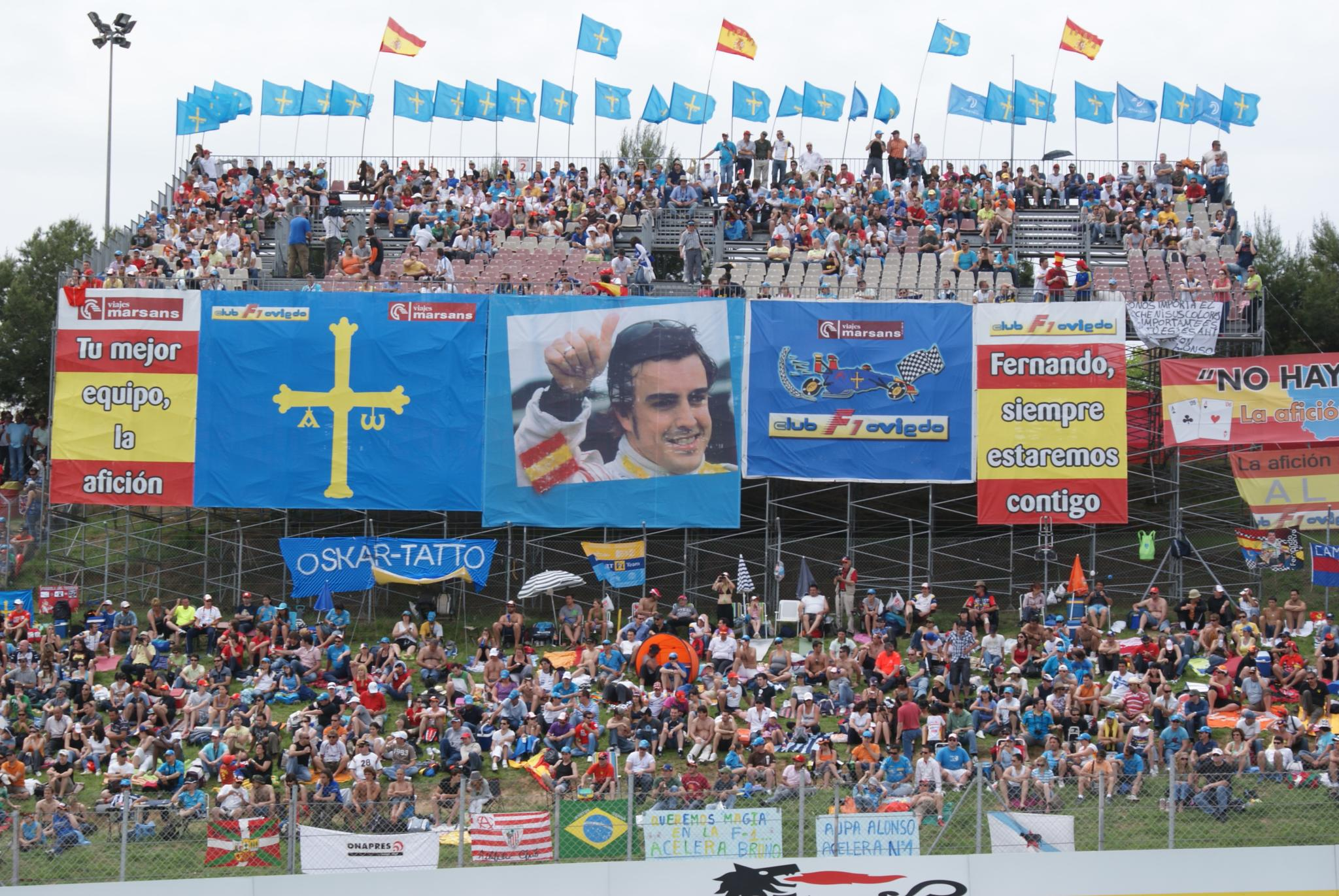
カタロニア・サーキットの観客席（2009年スペインGP）。

アロンソマニア（Alonsomanía、アロンソ症候群、アロンソマニーア）は、スペイン人F1ドライバー、フェルナンド・アロンソにまつわるスペインにおけるファン現象、ブームの一種である。

## 経緯

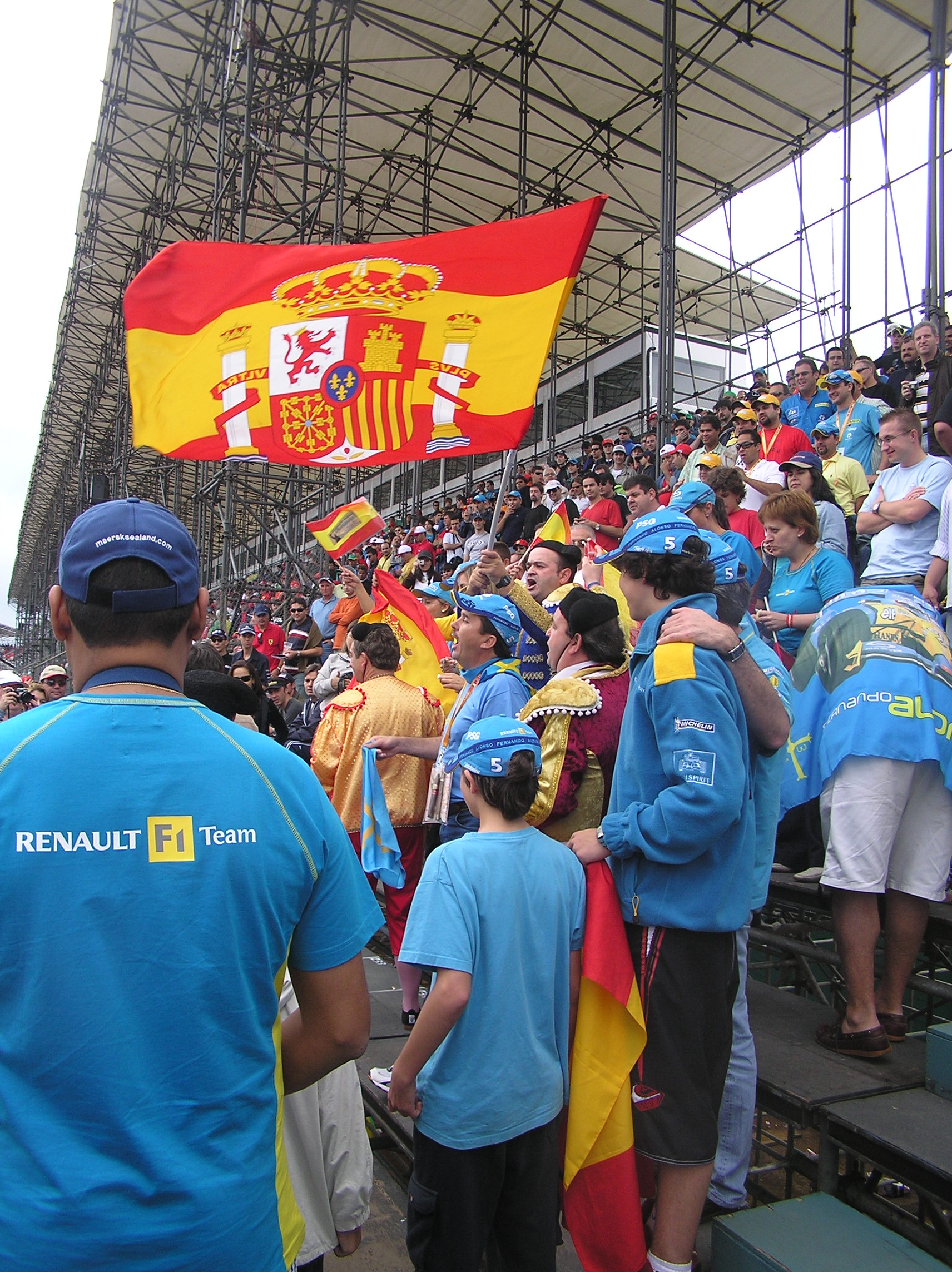
2005年ブラジルGP。インテルラゴスサーキットでアロンソを応援するファンたち

アストゥリアス州の旗

元来スペインでは「乗り物」を使ったレース人気が高く、自転車レースのミゲル・インドゥラインやWRCのカルロス・サインツ、WGP（現MotoGP）のアレックス・クリビーレなど各カテゴリの王者には王室から庶民まで多大な支持が寄せられていた。しかし、殊4輪のサーキットレースに関してはトップクラスで活躍したドライバーがいなかったため、特別な注目を集めることがなかった。ところが、アロンソの登場と活躍によりF1への関心は巨大なものとなり、スペイン全体にわたってこの現象は広がり、一大ブームを巻き起こした。
この現象の端緒はアロンソがF1にデビューした2001年にある。当初は、アロンソが属していたチームが弱小のミナルディであったこともあり、そのファンは熱心ではあっても好事家によるごく小規模なものに過ぎなかったが、2003年にアロンソが当時台頭しつつあったルノーチームからフル参戦し、活躍を始めるようになったことで、スペインにおいて、アロンソとF1自体との人気が徐々に拡大し、この現象に火が点き始めた。
特に2003年、この年アロンソは第13戦ハンガリーGPで初優勝しているが、この現象を語る上で、それにも増して重要な転機となったレースは第5戦の母国スペインGPであったといえる。この年の序盤において連続入賞と連続表彰台を獲得していたアロンソへの注目度と期待は母国GPに乗り込んだ頃には非常に高くなっており、スペイン人にとっては大一番となったこのレースでアロンソは、当時のアロンソにとって、そしてスペイン人F1ドライバーにとっても最高位となる2位表彰台を獲得したことで見事に期待に応え、ファンを大いに熱狂させた。これがスペインにおけるF1への注目度向上という点でひとつのターニングポイントとなっている。
2005年、フェルナンド・アロンソはF1タイトルを争い、9月25日、第17戦ブラジルGPにおいて、彼が同国最初の、そしてF1史上で最年少のワールドチャンピオンとなったことで、この現象はさしあたりのピークを迎え、特に彼の故郷であるスペインのオビエドでは大変な騒ぎとなった。
「フェルナンド、感動をありがとう」、そう書かれた横断幕がブラジルGPを見た人々によってオビエドの講堂に掲げられた。人口20万人ほどのこの町で、5万人以上の人々が市内のアメリカ広場に集まり、母国の英雄となった彼の偉業を祝し、飲めや歌えの大騒ぎとなり、「フェルナンド、フェルナンド」と彼の名を叫ぶ歓声が一晩中こだました。
2番目のピークは、同年の10月21日に彼がオビエドに凱旋し、アストゥリアス皇太子賞を受賞した時となった。この賞の受賞者として最年少となるものであり、式にはフアン・カルロス1世の妃であるソフィア王妃らも列席し、アロンソはカンポアモール劇場で当時の王太子だったフェリペ6世から賞を受賞した。この時、劇場の外にあるアメリカ広場にはやはり2万人以上の人々が集まり、彼の受賞を祝った。

## 特徴

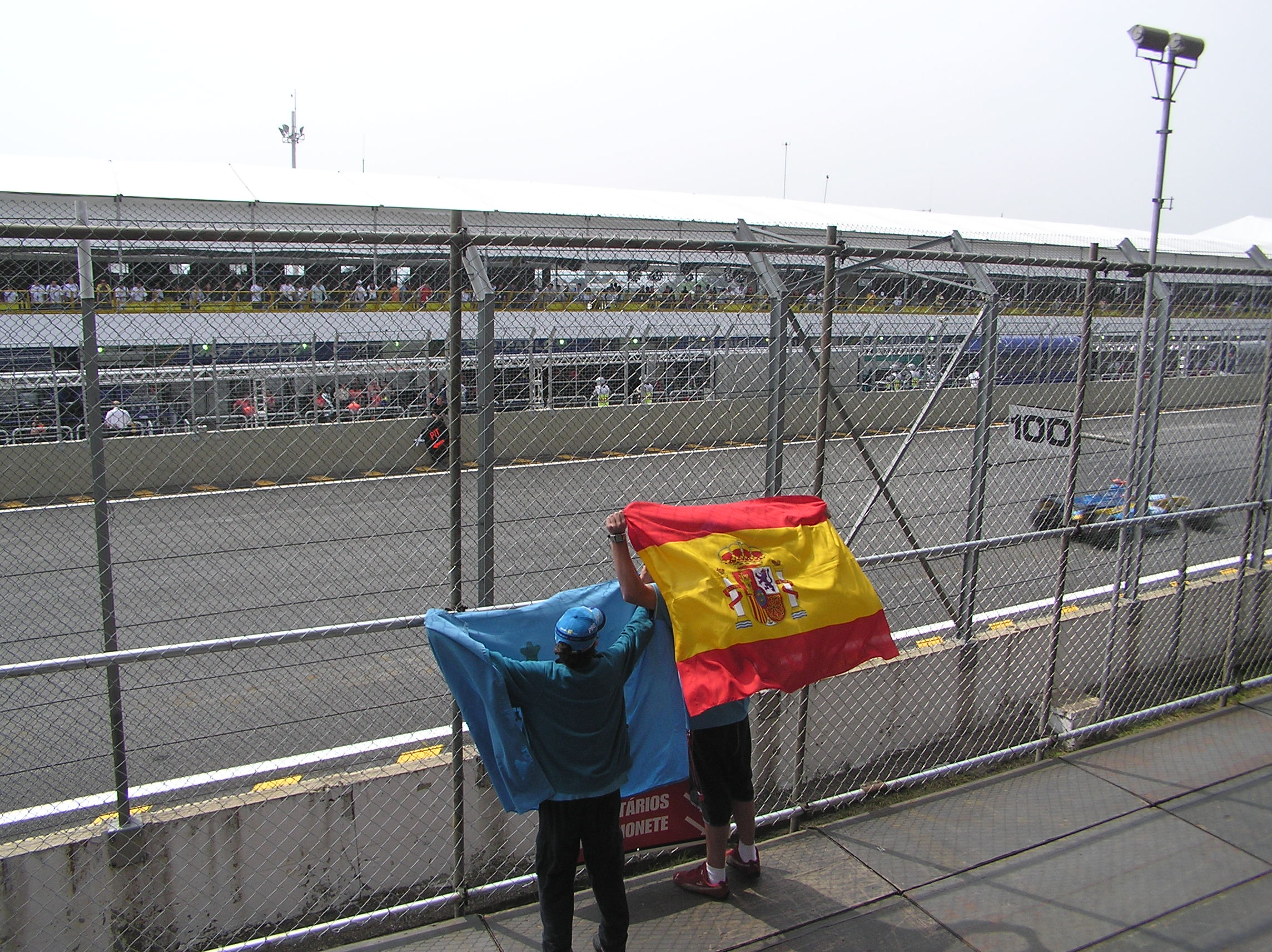
スペインとアストゥリアスの旗を掲げアロンソを応援するファン

ルノーチームのチームカラーが、偶然にもオビエドの属するアストゥリアス州の旗の色でもある水色と黄色と同じであった（メインスポンサーがマイルドセブンのため）こともあり、アロンソを応援するファンは水色と黄色の服装をまとい、アストゥリアス旗を持っていることが常であった。フェラーリに移籍してからは、観客席がフェラーリのチームウェアの赤一色で埋まるようになったが、今でもルノー時代のウェアを着ているファンも散見される